# ATP-toernooi van Wenen
Het ATP-toernooi van Wenen, officieel de Erste Bank Open, is een jaarlijks terugkerend tennistoernooi voor mannen dat wordt georganiseerd door de Association of Tennis Professionals. Het toernooi bevindt zich in de ATP World Tour 500-categorie. Het wordt sinds het begin in 1974 georganiseerd in de Wiener Stadthalle en wordt gespeeld op hardcourtbanen.
Oostenrijks meest succesvolle tennisspeler ooit, Thomas Muster, won het toernooi nooit, ondanks drie finaleplaatsen (1988, 1993, 1995) en vier halve finale plaatsen (1987, 1989, 1990, 1994). De drie Oostenrijkse spelers die het toernooi wonnen zijn Horst Skoff in 1988,  Jürgen Melzer in zowel 2009 als 2010 en Dominic Thiem in 2019. Recordhouder in het enkelspel is de Amerikaan Brian Gottfried met vier titels. Recordhouder is in het dubbelspel is de Pool Łukasz Kubot met eveneens vier titels.

## Geschiedenis
Het toernooi werd voor het eerst in 1974 gehouden, onder de naam Stadthalle Open, om vervolgens in 1975 niet georganiseerd te worden. Het jaar daarop ging het toernooi onder de naam Fischer-Grand Prix van start en hield die naam tot en met 1985. Van 1986 tot 2003 was de naam CA-TennisTrophy. Nadat de fusie van Creditanstalt met Bank Austria was voltooid in 2002 kreeg het toernooi de naam van het nieuwe bedrijf; BA-CA-TennisTrophy. In 2008 werd de naam in Bank Austria-TennisTrophy gewijzigd. Vanaf 2011 heet het toernooi de Erste Bank Open.
De organisatie en de toernooilicentie was van de start in 1974 tot en met 2008 in handen van de „Wiener Stadthalle Betriebs- und Veranstaltungsgesellschaft m.b.H.”, onder leiding van de toernooidirecteur Leo Günther Huemer. De firma was een 100% deelneming van de „Wien Holding GmbH”, een holdingfirma van de Stadt Wien.
Vanaf 2009 heeft de licentiehouder „Wiener Stadthalle Betriebs- und Veranstaltungsgesellschaft m.b.H.” de organisatierechten uitbesteedt aan de commerciële partij „e|motion management gmbh”. Sindsdien is de directeur van de organisator Herwig Straka, tevens de toernooidirecteur van het toernooi van Wenen.
In 2015 heeft het toernooi de "ATP World Tour 500" status van het noodlijdende toernooi van Valencia overgenomen en ingeruild tegen de "ATP World Tour 250" status. De "ATP World Tour 500" licentie werd voor een bedrag van € 5.000.000 overgenomen door de nieuwe opgerichte firma „Tennis 500 Lizenz GmbH”, welke voor 50% in handen is van de „Wiener Stadthalle Betriebs- und Veranstaltungsgesellschaft m.b.H.” en voor 50% van de in 2015 opgerichte firma „e|motion500 GmbH” (een 80% deelneming van „e|motion entertainment GmbH” van Herwig Straka en een 20% deelneming van „Totus Tennis Ltd.” van de Indiase politicus en zakenman Karti Chidambaram). De uitruil van de "ATP World Tour 250" status was inbegrepen in het aankoopbedrag. De „Tennis 500 Lizenz GmbH” was bij de koop van de licentie tevens 10% overdrachtsvergoeding ad € 500.000 verschuldigd aan de ATP. De totale aanschaffingskosten van 5,5 miljoen euro zijn gefinancierd door de beide aandeelhouders, waarbij de helft van de inbreng van de aandeelhouder „Wiener Stadthalle Betriebs- und Veranstaltungsgesellschaft m.b.H.” bestond uit de inbreng van de "ATP World Tour 250" licentie. Volgens een schrijven van een ATP verantwoordelijke uit 2015, lag de gemiddelde aankoopprijs van een ATP 250 licentie voor tennistoernooien in Europa in de periode 2001 tot april 2015 bij ca. 1,6 miljoen euro. De gemiddelde aankoopprijs van een ATP 500 licentie over drie continenten in de periode 2007 tot april 2015 lag bij ca. 6,3 miljoen dollar. In de periode 2012 tot april 2015 lag de gemiddelde aankoopprijs van een ATP 500 licentie bij ca. 8,11 miljoen dollar.
De licentiehouder „Tennis 500 Lizenz GmbH” heeft de licentie voor de periode van 2015 tot en met 2020 verhuurd aan de organisator „e|motion management gmbh” voor een bedrag van € 500.000 per jaar + jaarlijkse inflatieverhoging (met uitzondering van de jaren 2016 en 2017, waar een gereduceerd bedrag van € 50.000 per jaar was overeengekomen, om de organisator te helpen om het toernooi langdurig in Wenen te kunnen organiseren). De overeenkomst is later verlengd.
De organisator „e|motion management gmbh” heeft voor de periode 2016-2020 een huurovereenkomst gesloten met de „Wiener Stadthalle Betriebs- und Veranstaltungsgesellschaft m.b.H.” voor de huur van de hallen A en B van de Wiener Stadthalle. Er was een forfaitair bedrag overeengekomen evenals een huurvergoeding. Daarnaast was een geringe vergoeding overeengekomen per verkochte entreekaart - beginnend bij de 20.001 verkochte entreekaart. De huurkosten kwamen voor de periode 2016-2019 uit op een bedrag tussen de € 300.000 en € 340.000 per editie. Ook deze overeenkomst is later verlengd.
Tot en met 2006 (behalve 1977) werd de finale gespeeld over best of five sets. In 2007 werd dit door de ATP niet meer toegestaan en is het toernooi van Wenen overgaan op finales over best of three sets.

## Finales

### Enkelspel
| Datum      | Naam                       | Categorie           | ($/€)         | Ondergrond        | Winnaar               | Runner-up             | Uitslag                       |               |
| ---------- | -------------------------- | ------------------- | ------------- | ----------------- | --------------------- | --------------------- | ----------------------------- | ------------- |
| 28-10-1974 | Stadthalle Open            | Group C             |               | Hardcourt, indoor | Vitas Gerulaitis      | Andrew Pattison       | 6-4, 3-6, 6-3, 6-2            |               |
| 1975       | Geen toernooi              | Geen toernooi       | Geen toernooi | Geen toernooi     | Geen toernooi         | Geen toernooi         | Geen toernooi                 | Geen toernooi |
| 25-10-1976 | Fischer Grand Prix         | One Star            | $ 50.000      | Hardcourt, indoor | Wojtek Fibak          | Raúl Ramírez          | 6-7, 6-3, 6-4, 2-6, 6-1       |               |
| 24-10-1977 | Fischer Grand Prix         | One Star            | $ 50.000      | Hardcourt, indoor | Brian Gottfried (1)   | Wojtek Fibak          | 6-1, 6-1                      |               |
| 30-10-1978 | Fischer Grand Prix         | Regular Series      | $ 75.000      | Hardcourt, indoor | Stan Smith (1)        | Balázs Taróczy        | 4-6, 7-6, 7-6, 6-3            |               |
| 22-10-1979 | Fischer Grand Prix         | Regular Series      | $ 100.000     | Hardcourt, indoor | Stan Smith (2)        | Wojtek Fibak          | 6-4, 6-0, 6-2                 |               |
| 20-10-1980 | Fischer Grand Prix         | Regular Series      | $ 100.000     | Hardcourt, indoor | Brian Gottfried (2)   | Trey Waltke           | 6-2, 6-4, 6-3                 |               |
| 19-10-1981 | Fischer Grand Prix         | Regular Series      | $ 125.000     | Hardcourt, indoor | Ivan Lendl            | Brian Gottfried       | 1-6, 6-0, 6-1, 6-2            |               |
| 18-10-1982 | Fischer Grand Prix         | Regular Series      | $ 100.000     | Hardcourt, indoor | Brian Gottfried (3)   | Bill Scanlon          | 6-1, 6-4, 6-0                 |               |
| 17-10-1983 | Fischer Grand Prix         | Regular Series      | $ 100.000     | Hardcourt, indoor | Brian Gottfried (4)   | Mel Purcell           | 6-2, 6-3, 7-5                 |               |
| 22-10-1984 | Fischer Grand Prix         | Regular Series      | $ 100.000     | Hardcourt, indoor | Tim Wilkison          | Pavel Složil          | 6-1, 6-1, 6-2                 |               |
| 18-11-1985 | Fischer Grand Prix         | Regular Series      | $ 100.000     | Hardcourt, indoor | Jan Gunnarsson        | Libor Pimek           | 6-7, 6-2, 6-4, 1-6, 7-5       |               |
| 20-10-1986 | CA Tennis Trophy           | Regular Series      | $ 125.000     | Hardcourt, indoor | Brad Gilbert          | Karel Nováček         | 3-6, 6-3, 7-5, 6-0            |               |
| 19-10-1987 | CA Tennis Trophy           | Regular Series      | $ 125.000     | Hardcourt, indoor | Jonas Svensson        | Amos Mansdorf         | 1-6, 1-6, 6-2, 6-3, 7-5       |               |
| 17-10-1988 | CA Tennis Trophy           | Regular Series      | $ 140.000     | Tapijt, indoor    | Horst Skoff           | Thomas Muster         | 4-6, 6-3, 6-4, 6-2            |               |
| 16-10-1989 | CA Tennis Trophy           | Regular Series      | $ 225.000     | Tapijt, indoor    | Paul Annacone         | Kelly Evernden        | 6-7, 6-4, 6-1, 2-6, 6-3       |               |
| 15-10-1990 | CA Tennis Trophy           | World Series        | $ 225.000     | Tapijt, indoor    | Anders Järryd         | Horst Skoff           | 6-3, 6-3, 6-1                 | Details       |
| 14-10-1991 | CA Tennis Trophy           | World Series        | $ 225.000     | Tapijt, indoor    | Michael Stich         | Jan Siemerink         | 6-4, 6-4, 6-4                 | Details       |
| 19-10-1992 | CA Tennis Trophy           | World Series        | $ 280.000     | Tapijt, indoor    | Petr Korda            | Gianluca Pozzi        | 6-3, 6-2, 5-7, 6-1            | Details       |
| 18-10-1993 | CA Tennis Trophy           | World Series        | $ 275.000     | Tapijt, indoor    | Goran Ivanišević (1)  | Thomas Muster         | 4-6, 6-4, 6-4, 7-6(3)         | Details       |
| 17-10-1994 | CA Tennis Trophy           | World Series        | $ 375.000     | Tapijt, indoor    | Andre Agassi          | Michael Stich         | 7-6(4), 4-6, 6-2, 6-3         | Details       |
| 16-10-1995 | CA Tennis Trophy           | World Series        | $ 465.000     | Tapijt, indoor    | Filip Dewulf          | Thomas Muster         | 7-5, 6-2, 1-6, 7-5            | Details       |
| 07-10-1996 | CA Tennis Trophy           | Championship Series | $ 675.000     | Tapijt, indoor    | Boris Becker          | Jan Siemerink         | 6-4, 6-7(7), 6-2, 6-3         | Details       |
| 06-10-1997 | CA Tennis Trophy           | Championship Series | $ 675.000     | Tapijt, indoor    | Goran Ivanišević (2)  | Greg Rusedski         | 3-6, 6-7(4), 7-6(7), 6-2, 6-3 | Details       |
| 12-10-1998 | CA Tennis Trophy           | Series Gold         | $ 675.000     | Tapijt, indoor    | Pete Sampras          | Karol Kučera          | 6-3, 7-6(3), 6-1              | Details       |
| 11-10-1999 | CA Tennis Trophy           | Series Gold         | $ 675.000     | Hardcourt, indoor | Greg Rusedski         | Nicolas Kiefer        | 6-7(7), 2-6, 6-3, 7-5, 6-4    | Details       |
| 09-10-2000 | CA Tennis Trophy           | Series Gold         | $ 700.000     | Hardcourt, indoor | Tim Henman            | Tommy Haas            | 6-4, 6-4, 6-4                 | Details       |
| 08-10-2001 | CA Tennis Trophy           | Series Gold         | $ 700.000     | Hardcourt, indoor | Tommy Haas (1)        | Guillermo Cañas       | 6-2, 7-6(8), 6-4              | Details       |
| 07-10-2002 | CA Tennis Trophy           | Series Gold         | $ 765.000     | Hardcourt, indoor | Roger Federer (1)     | Jiří Novák            | 6-4, 6-1, 3-6, 6-4            | Details       |
| 06-10-2003 | CA Tennis Trophy           | Series Gold         | $ 665.000     | Hardcourt, indoor | Roger Federer (2)     | Carlos Moyà           | 6-3, 6-3, 6-3                 | Details       |
| 11-10-2004 | BA-CA Tennis Trophy        | Series Gold         | $ 658.000     | Hardcourt, indoor | Feliciano López       | Guillermo Cañas       | 6-4, 1-6, 7-5, 3-6, 7-5       | Details       |
| 10-10-2005 | BA-CA Tennis Trophy        | Series Gold         | $ 664.000     | Hardcourt, indoor | Ivan Ljubičić (1)     | Juan Carlos Ferrero   | 6-2, 6-4, 7-6(7)              | Details       |
| 09-10-2006 | BA-CA Tennis Trophy        | Series Gold         | $ 665.000     | Hardcourt, indoor | Ivan Ljubičić (2)     | Fernando González     | 6-3, 6-4, 7-5                 | Details       |
| 08-10-2007 | BA-CA Tennis Trophy        | Series Gold         | $ 732.000     | Hardcourt, indoor | Novak Đoković         | Stanislas Wawrinka    | 6-4, 6-0                      | Details       |
| 06-10-2008 | Bank Austria Tennis Trophy | Series Gold         | € 653.000     | Hardcourt, indoor | Philipp Petzschner    | Gaël Monfils          | 6-4, 6-4                      | Details       |
| 26-10-2009 | Bank Austria Tennis Trophy | ATP 250             | € 500.000     | Hardcourt, indoor | Jürgen Melzer (1)     | Marin Čilić           | 6-4, 6-3                      | Details       |
| 25-10-2010 | Bank Austria Tennis Trophy | ATP 250             | € 575.250     | Hardcourt, indoor | Jürgen Melzer (2)     | Andreas Haider-Maurer | 6-7(10), 7-6(4), 6-4          | Details       |
| 24-10-2011 | Erste Bank Open            | ATP 250             | € 575.250     | Hardcourt, indoor | Jo-Wilfried Tsonga    | Juan Martín del Potro | 6-7(5), 6-3, 6-4              | Details       |
| 15-10-2012 | Erste Bank Open            | ATP 250             | € 486.750     | Hardcourt, indoor | Juan Martín del Potro | Grega Žemlja          | 7-5, 6-3                      | Details       |
| 14-10-2013 | Erste Bank Open            | ATP 250             | € 501.355     | Hardcourt, indoor | Tommy Haas (2)        | Robin Haase           | 6-3, 4-6, 6-4                 | Details       |
| 13-10-2014 | Erste Bank Open            | ATP 250             | € 521.405     | Hardcourt, indoor | Andy Murray (1)       | David Ferrer          | 5-7, 6-2, 7-5                 | Details       |
| 19-10-2015 | Erste Bank Open            | ATP 500             | € 1.745.040   | Hardcourt, indoor | David Ferrer          | Steve Johnson         | 4-6, 6-4, 7-5                 | Details       |
| 24-10-2016 | Erste Bank Open            | ATP 500             | € 1.884.645   | Hardcourt, indoor | Andy Murray (2)       | Jo-Wilfried Tsonga    | 6-3, 7-6(6)                   | Details       |
| 29-10-2017 | Erste Bank Open            | ATP 500             | € 2.035.415   | Hardcourt, indoor | Lucas Pouille         | Jo-Wilfried Tsonga    | 6-1, 6-4                      | Details       |
| 28-10-2018 | Erste Bank Open            | ATP 500             | € 2.198.250   | Hardcourt, indoor | Kevin Anderson        | Kei Nishikori         | 6-3, 7-6(3)                   | Details       |
| 27-10-2019 | Erste Bank Open            | ATP 500             | € 2.296.490   | Hardcourt, indoor | Dominic Thiem         | Diego Schwartzman     | 3-6, 6-4, 6-3                 | Details       |
| 01-11-2020 | Erste Bank Open            | ATP 500             | € 1.409.510   | Hardcourt, indoor | Andrej Roebljov       | Lorenzo Sonego        | 6-4, 6-4                      | Details       |
| 31-10-2021 | Erste Bank Open            | ATP 500             | € 1.974.510   | Hardcourt, indoor | Alexander Zverev      | Frances Tiafoe        | 7-5, 6-4                      | Details       |
| 30-10-2022 | Erste Bank Open            | ATP 500             | € 2.349.180   | Hardcourt, indoor | Daniil Medvedev       | Denis Shapovalov      | 4–6, 6–3, 6–2                 | Details       |
| 29-10-2023 | Erste Bank Open            | ATP 500             | € 2.409.835   | Hardcourt, indoor | Jannik Sinner         | Daniil Medvedev       | 7–6(7), 4–6, 6–3              | Details       |
| 27-10-2024 | Erste Bank Open            | ATP 500             | € 2.470.310   | Hardcourt, indoor | Jack Draper           | Karen Chatsjanov      | 6–4, 7–5                      | Details       |

### Dubbelspel
| Datum      | Naam                       | Categorie           | ($/€)         | Ondergrond        | Winnaars                                  | Runner-ups                           | Uitslag                |               |
| ---------- | -------------------------- | ------------------- | ------------- | ----------------- | ----------------------------------------- | ------------------------------------ | ---------------------- | ------------- |
| 28-10-1974 | Stadthalle Open            | Group C             |               | Hardcourt, indoor | Andrew Pattison Raymond Moore             | Bob Hewitt Frew McMillan             | 6-4, 5-7, 6-4          |               |
| 1975       |                            | Geen toernooi       | Geen toernooi | Geen toernooi     | Geen toernooi                             | Geen toernooi                        | Geen toernooi          | Geen toernooi |
| 25-10-1976 | Fischer Grand Prix         | One Star            | $ 50.000      | Hardcourt, indoor | Bob Hewitt (1) Frew McMillan (1)          | Brian Gottfried Raúl Ramírez         | 6-4, 4-0, opgave       |               |
| 24-10-1977 | Fischer Grand Prix         | One Star            | $ 50.000      | Hardcourt, indoor | Bob Hewitt (2) Frew McMillan (2)          | Wojtek Fibak Jan Kodeš               | 6-4, 6-3               |               |
| 30-10-1978 | Fischer Grand Prix         | Regular Series      | $ 75.000      | Hardcourt, indoor | Víctor Pecci Balázs Taróczy               | Bob Hewitt Frew McMillan             | 6-3, 6-7, 6-4          |               |
| 22-10-1979 | Fischer Grand Prix         | Regular Series      | $ 100.000     | Hardcourt, indoor | Bob Hewitt (3) Frew McMillan (3)          | Brian Gottfried Raúl Ramírez         | 6-4, 3-6, 6-1          |               |
| 20-10-1980 | Fischer Grand Prix         | Regular Series      | $ 100.000     | Hardcourt, indoor | Stan Smith (1) Bob Lutz                   | Heinz Günthardt Pavel Složil         | 6-1, 6-2               |               |
| 19-10-1981 | Fischer Grand Prix         | Regular Series      | $ 125.000     | Hardcourt, indoor | Steve Denton Tim Wilkison                 | Sammy Giammalva Fred McNair          | 4-6, 6-3, 6-4          |               |
| 18-10-1982 | Fischer Grand Prix         | Regular Series      | $ 100.000     | Hardcourt, indoor | Henri Leconte Pavel Složil                | Mark Dickson Terry Moor              | 6-1, 7-6               |               |
| 17-10-1983 | Fischer Grand Prix         | Regular Series      | $ 100.000     | Hardcourt, indoor | Stan Smith (2) Mel Purcell                | Marcos Hocevar Cassio Motta          | 6-3, 6-4               |               |
| 22-10-1984 | Fischer Grand Prix         | Regular Series      | $ 100.000     | Hardcourt, indoor | Wojtek Fibak (1) Sandy Mayer              | Heinz Günthardt Balázs Taróczy       | 6-4, 6-4               |               |
| 18-11-1985 | Fischer Grand Prix         | Regular Series      | $ 100.000     | Hardcourt, indoor | Mike De Palmer Gary Donnelly              | Sergio Casal Emilio Sánchez          | 6-4, 6-3               |               |
| 20-10-1986 | CA Tennis Trophy           | Regular Series      | $ 125.000     | Hardcourt, indoor | Ricardo Acioly Wojtek Fibak (2)           | Brad Gilbert Slobodan Živojinović    | Walk-over              |               |
| 19-10-1987 | CA Tennis Trophy           | Regular Series      | $ 125.000     | Hardcourt, indoor | Mel Purcell Tim Wilkison                  | Emilio Sánchez Javier Sánchez        | 6-3, 7-5               |               |
| 17-10-1988 | CA Tennis Trophy           | Regular Series      | $ 140.000     | Tapijt, indoor    | Alex Antonitsch Balázs Taróczy            | Kevin Curren Tomáš Šmíd              | 4-6, 6-3, 7-6          |               |
| 16-10-1989 | CA Tennis Trophy           | Regular Series      | $ 225.000     | Tapijt, indoor    | Jan Gunnarsson Anders Järryd (1)          | Paul Annacone Kelly Evernden         | 6-2, 6-3               |               |
| 15-10-1990 | CA Tennis Trophy           | World Series        | $ 225.000     | Tapijt, indoor    | Udo Riglewski Michael Stich               | Jorge Lozano Todd Witsken            | 6-4, 6-4               | Details       |
| 14-10-1991 | CA Tennis Trophy           | World Series        | $ 225.000     | Tapijt, indoor    | Gary Muller Anders Järryd (2)             | Jakob Hlasek Patrick McEnroe         | 6-4, 7-5               | Details       |
| 19-10-1992 | CA Tennis Trophy           | World Series        | $ 280.000     | Tapijt, indoor    | Ronnie Båthman Anders Järryd (3)          | Kent Kinnear Udo Riglewski           | 6-3, 7-5               | Details       |
| 18-10-1993 | CA Tennis Trophy           | World Series        | $ 275.000     | Tapijt, indoor    | Byron Black Jonathan Stark                | Mike Bauer David Prinosil            | 6-3, 7-6               | Details       |
| 17-10-1994 | CA Tennis Trophy           | World Series        | $ 375.000     | Tapijt, indoor    | Mike Bauer David Rikl                     | Alex Antonitsch Greg Rusedski        | 7-6, 6-4               | Details       |
| 16-10-1995 | CA Tennis Trophy           | World Series        | $ 465.000     | Tapijt, indoor    | Ellis Ferreira (1) Jan Siemerink          | Todd Woodbridge Mark Woodforde       | 6-4, 7-5               | Details       |
| 07-10-1996 | CA Tennis Trophy           | Championship Series | $ 675.000     | Tapijt, indoor    | Jevgeni Kafelnikov (1) Daniel Vacek (1)   | Pavel Vízner Menno Oosting           | 6-4, 7-5               | Details       |
| 06-10-1997 | CA Tennis Trophy           | Championship Series | $ 675.000     | Tapijt, indoor    | Ellis Ferreira (2) Patrick Galbraith      | Marc-Kevin Göllner David Prinosil    | 6-3, 6-4               | Details       |
| 12-10-1998 | CA Tennis Trophy           | Series Gold         | $ 675.000     | Tapijt, indoor    | Jevgeni Kafelnikov (2) Daniel Vacek (2)   | David Adams John-Laffnie de Jager    | 7-5, 6-3               | Details       |
| 11-10-1999 | CA Tennis Trophy           | Series Gold         | $ 675.000     | Hardcourt, indoor | David Prinosil Sandon Stolle              | Piet Norval Kevin Ullyett            | 7-67, 7-5              | Details       |
| 09-10-2000 | CA Tennis Trophy           | Series Gold         | $ 700.000     | Hardcourt, indoor | Jevgeni Kafelnikov (3) Nenad Zimonjić (1) | Jiří Novák David Rikl                | 6-4, 6-4               | Details       |
| 08-10-2001 | CA Tennis Trophy           | Series Gold         | $ 700.000     | Hardcourt, indoor | Martin Damm (1) Radek Štěpánek            | Jiří Novák David Rikl                | 6-3, 6-2               | Details       |
| 07-10-2002 | CA Tennis Trophy           | Series Gold         | $ 765.000     | Hardcourt, indoor | Joshua Eagle Sandon Stolle                | Jiří Novák Radek Štěpánek            | 6-4, 6-3               | Details       |
| 06-10-2003 | CA Tennis Trophy           | Series Gold         | $ 665.000     | Hardcourt, indoor | Yves Allegro Roger Federer                | Mahesh Bhupathi Maks Mirni           | 7-67, 7-5              | Details       |
| 11-10-2004 | BA-CA Tennis Trophy        | Series Gold         | $ 658.000     | Hardcourt, indoor | Martin Damm (2) Cyril Suk                 | Gastón Etlis Martín Rodríguez        | 6-74, 6-4, 7-64        | Details       |
| 10-10-2005 | BA-CA Tennis Trophy        | Series Gold         | $ 664.000     | Hardcourt, indoor | Mark Knowles Daniel Nestor (1)            | Jonathan Erlich Andy Ram             | 6-3, 6-42              | Details       |
| 09-10-2006 | BA-CA Tennis Trophy        | Series Gold         | $ 665.000     | Hardcourt, indoor | Petr Pála Pavel Vízner                    | Julian Knowle Jürgen Melzer          | 6-4, 3-6, [12-10]      | Details       |
| 08-10-2007 | BA-CA Tennis Trophy        | Series Gold         | $ 732.000     | Hardcourt, indoor | Mariusz Fyrstenberg Marcin Matkowski      | Tomas Behrend Christopher Kas        | 6-4, 6-2               | Details       |
| 06-10-2008 | Bank Austria Tennis Trophy | Series Gold         | € 653.000     | Hardcourt, indoor | Maks Mirni Andy Ram                       | Philipp Petzschner Alexander Peya    | 6-1, 7-5               | Details       |
| 26-10-2009 | Bank Austria Tennis Trophy | ATP 250             | € 500.000     | Hardcourt, indoor | Łukasz Kubot (1) Oliver Marach            | Julian Knowle Jürgen Melzer          | 2-6, 6-4, [11-9]       | Details       |
| 25-10-2010 | Bank Austria Tennis Trophy | ATP 250             | € 575.250     | Hardcourt, indoor | Daniel Nestor (2) Nenad Zimonjić (2)      | Mariusz Fyrstenberg Marcin Matkowski | 7–5, 3–6, [10–5]       | Details       |
| 24-10-2011 | Erste Bank Open            | ATP 250             | € 575.250     | Hardcourt, indoor | Bob Bryan Mike Bryan                      | Maks Mirni Daniel Nestor             | 7–6(10), 6-3           | Details       |
| 15-10-2012 | Erste Bank Open            | ATP 250             | € 486.750     | Hardcourt, indoor | Andre Begemann Martin Emmrich             | Julian Knowle Filip Polášek          | 6-4, 3-6, [10-4]       | Details       |
| 14-10-2013 | Erste Bank Open            | ATP 250             | € 501.355     | Hardcourt, indoor | Florin Mergea Lukáš Rosol                 | Julian Knowle Daniel Nestor          | 7-5, 6-4               | Details       |
| 13-10-2014 | Erste Bank Open            | ATP 250             | € 521.405     | Hardcourt, indoor | Jürgen Melzer Philipp Petzschner          | Andre Begemann Julian Knowle         | 7-6(6), 4-6, [10-7]    | Details       |
| 19-10-2015 | Erste Bank Open            | ATP 500             | € 1.745.040   | Hardcourt, indoor | Łukasz Kubot (2) Marcelo Melo (1)         | Jamie Murray John Peers              | 4-6, 7-6(3), [10-6]    | Details       |
| 24-10-2016 | Erste Bank Open            | ATP 500             | € 1.884.645   | Hardcourt, indoor | Łukasz Kubot (3) Marcelo Melo (2)         | Oliver Marach Fabrice Martin         | 4-6, 6-3, [13-11]      | Details       |
| 29-10-2017 | Erste Bank Open            | ATP 500             | € 2.035.415   | Hardcourt, indoor | Rohan Bopanna Pablo Cuevas                | Marcelo Demoliner Sam Querrey        | 7-6(7), 6-7(4), [11-9] | Details       |
| 28-10-2018 | Erste Bank Open            | ATP 500             | € 2.198.250   | Hardcourt, indoor | Joe Salisbury (1) Neal Skupski            | Mike Bryan Édouard Roger-Vasselin    | 7-6(5), 6-3            | Details       |
| 27-10-2019 | Erste Bank Open            | ATP 500             | € 2.296.490   | Hardcourt, indoor | Rajeev Ram Joe Salisbury (2)              | Łukasz Kubot Marcelo Melo            | 6-4, 6-7(5), [10-5]    | Details       |
| 01-11-2020 | Erste Bank Open            | ATP 500             | € 1.409.510   | Hardcourt, indoor | Łukasz Kubot (4) Marcelo Melo (3)         | Jamie Murray Neal Skupski            | 7-6(5), 7-5            | Details       |
| 31-10-2021 | Erste Bank Open            | ATP 500             | € 1.974.510   | Hardcourt, indoor | Juan Sebastián Cabal Robert Farah Maksoud | Rajeev Ram Joe Salisbury             | 6-4, 6-2               | Details       |
| 30-10-2022 | Erste Bank Open            | ATP 500             | € 2.349.180   | Hardcourt, indoor | Alexander Erler (1) Lucas Miedler (1)     | Santiago González Andrés Molteni     | 6–3, 7–6(1)            | Details       |
| 29-10-2023 | Erste Bank Open            | ATP 500             | € 2.409.835   | Hardcourt, indoor | Rajeev Ram Joe Salisbury                  | Nathaniel Lammons Jackson Withrow    | 6–4, 5–7, [12–10]      | Details       |
| 27-10-2024 | Erste Bank Open            | ATP 500             | € 2.470.310   | Hardcourt, indoor | Alexander Erler (2) Lucas Miedler (2)     | Neal Skupski Michael Venus           | 4–6, 6–3, [10–1]       | Details       |

| Legenda ATP-categorieën     | Legenda ATP-categorieën     | Legenda ATP-categorieën       | Legenda ATP-categorieën      | Legenda ATP-categorieën | Legenda ATP-categorieën | Legenda ATP-categorieën | Legenda ATP-categorieën | Legenda ATP-categorieën | Legenda ATP-categorieën | Legenda ATP-categorieën | Legenda ATP-categorieën |
| Heden-2017                  | 2016-2009                   | 2008-1998                     | 1997-1990                    | 1989-1978               | 1977                    | 1976                    | 1975                    | 1974                    | 1973-1972               | 1971                    | 1970                    |
| --------------------------- | --------------------------- | ----------------------------- | ---------------------------- | ----------------------- | ----------------------- | ----------------------- | ----------------------- | ----------------------- | ----------------------- | ----------------------- | ----------------------- |
| Grand Slams                 | Grand Slams                 | Grand Slams                   | Grand Slams                  | Grand Slams             | Grand Slams             | Grand Slams             | Group Triple Crown      | Group Triple Crown      | Group AA                | Group A                 | Group A                 |
| ATP Finals                  | ATP World Tour Finals       | Tennis Masters Cup            | ATP Tour World Championships | Grand Prix Masters      | Grand Prix Masters      | Grand Prix Masters      | Grand Prix Masters      | Grand Prix Masters      | Grand Prix Masters      | Grand Prix Masters      | Grand Prix Masters      |
| ATP World Tour Masters 1000 | ATP World Tour Masters 1000 | ATP Masters Series            | ATP Super 9                  | Super Series            | Six Star                | Five Star               | Group A                 | Group A                 | Group A                 | Group B                 | Group 1                 |
| ATP World Tour 500          | ATP World Tour 500          | ATP International Series Gold | ATP Championship Series      | Regular Series          | Five Star               | Four Star               | Group B                 | Group B                 | Group B                 | Group C                 | Group 2                 |
| ATP World Tour 250          | ATP World Tour 250          | ATP International Series      | ATP World Series             | Regular Series          | Four Star               | Three Star              | Group B                 | Group C                 | Group C                 | Group D                 |                         |
| ATP World Tour 250          | ATP World Tour 250          | ATP International Series      | ATP World Series             | Regular Series          | Three Star              | Two Star                |                         |                         |                         |                         |                         |
| ATP World Tour 250          | ATP World Tour 250          | ATP International Series      | ATP World Series             | Regular Series          | Two Star                | One Star                |                         |                         |                         |                         |                         |
| ATP World Tour 250          | ATP World Tour 250          | ATP International Series      | ATP World Series             | Regular Series          | One Star                |                         |                         |                         |                         |                         |                         |
| ATP Challenger Tour         | ATP Challenger Series       | ATP Challenger Series         | ATP Challenger Series        |                         |                         |                         |                         |                         |                         |                         |                         |
| Toernooien voor teams       |                             |                               |                              |                         |                         |                         |                         |                         |                         |                         |                         |

## Statistieken

### Meeste enkelspeltitels
| Aantal titels | Speler           | Jaren                  |
| ------------- | ---------------- | ---------------------- |
| 4             | Brian Gottfried  | 1977, 1980, 1982, 1983 |
| 2             | Stan Smith       | 1978, 1979             |
| 2             | Goran Ivanišević | 1993, 1997             |
| 2             | Roger Federer    | 2003, 2004             |
| 2             | Ivan Ljubičić    | 2005, 2006             |
| 2             | Jürgen Melzer    | 2008, 2009             |
| 2             | Tommy Haas       | 2001, 2013             |
| 2             | Andy Murray      | 2014, 2016             |

(Bijgewerkt t/m 2024)

### Meeste enkelspeltitels per land
| Aantal titels | Land                |
| ------------- | ------------------- |
| 12            | Verenigde Staten    |
| 6             | Duitsland           |
| 5             | Verenigd Koninkrijk |
| 4             | Oostenrijk          |
| 4             | Kroatië             |
| 3             | Zweden              |
| 2             | Frankrijk           |
| 2             | Spanje              |
| 2             | Tsjecho-Slowakije   |
| 2             | / Rusland           |
| 2             | Zwitserland         |

(Bijgewerkt t/m 2024)

### Enkel- en dubbelspeltitel in hetzelfde jaar
| Tennisser     | Jaar |
| ------------- | ---- |
| Roger Federer | 2003 |

### Toeschouwersaantallen
| Jaar | Toeschouwers | Jaar | Toeschouwers | Jaar | Toeschouwers | Jaar | Toeschouwers | Jaar | Toeschouwers |
| ---- | ------------ | ---- | ------------ | ---- | ------------ | ---- | ------------ | ---- | ------------ |
| 2004 |              | 2009 | 47.000       | 2014 | 50.000       | 2019 | 66.350       | 2024 | 78.000       |
| 2005 |              | 2010 |              | 2015 | 53.800       | 2020 |              |      |              |
| 2006 |              | 2011 | 50.000       | 2016 | 58.000       | 2021 |              |      |              |
| 2007 | 57.000       | 2012 | 42.000       | 2017 | 60.000       | 2022 |              |      |              |
| 2008 |              | 2013 | 47.000       | 2018 | 60.000       | 2023 |              |      |              |

1974 · 1975 · 1976 · 1977 · 1978 · 1979 · 1980 · 1981 · 1982 · 1983 · 1984 · 1985 · 1986 · 1987 · 1988 · 1989 · 1990 · 1991 · 1992 · 1993 · 1994 · 1995 · 1996 · 1997 · 1998 · 1999 · 2000 · 2001 · 2002 · 2003 · 2004 · 2005 · 2006 · 2007 · 2008 · 2009 · 2010 · 2011 · 2012 · 2013 · 2014 · 2015 · 2016 · 2017 · 2018 · 2019 · 2020 · 2021 · 2022 · 2023 · 2024
 Valencia (2009-2014) →  Wenen (2015-heden)
 Wenen (2009-2014) →  Valencia (2015) →  Antwerpen (2016-heden)
ITF-toernooien (mannen en vrouwen)

ATP-toernooien (mannen) – ATP-seizoen 2025

WTA-toernooien (vrouwen) – WTA-seizoen 2025

Voormalige toernooien mannen
Voormalige toernooien vrouwen
Voormalige amateurtoernooien